# Computer Sciences Corporation
Die Computer Sciences Corporation (CSC) war ein multinationales IT-Beratungs- und -Dienstleistungsunternehmen mit Sitz in Tysons Corner in Virginia. Das Unternehmen hatte im Jahr 2016 etwa 59.000 Mitarbeiter. Geschäftsfelder sind Systemdesign und -integration, IT- und Geschäftsprozessoutsourcing, Entwicklung von Anwendungssoftware, Web und Application Hosting sowie Managementberatung. CSC erwirtschaftete im zum 1. April 2016 endenden Geschäftsjahr 2016 einen Umsatz von etwa 7,1 Mrd. US-Dollar.
Am 3. April 2017 entstand durch eine Verschmelzung eines Teils von CSC mit der Dienstleistungssparte Enterprise Services von Hewlett Packard Enterprise (HPE) das neue Unternehmen DXC Technology. Das Unternehmen erwirtschaftet mit fast 6.000 Kunden in über 70 Ländern einen geschätzten Jahresumsatz von 26 Mrd. US-Dollar.

## Geschichte
Die Computer Sciences Corporation wurde im April 1959 von Roy Nutt, Fletcher Jones und Bob Patrick gegründet. 2008 verlegte CSC seinen Firmensitz von El Segundo, dem Gründungsort des Unternehmens, nach Annandale. Präsident und CEO des Unternehmens ist seit Februar 2012 John M. Lawrie. CSC ist an der New York Stock Exchange registriert unter dem Symbol CSC.
Im Mai 2015 kündigte CSC an, sich in zwei eigenständige Unternehmen aufzuteilen. CSC U.S. Public Sector wird mit rund 14.000 Mitarbeitern den öffentlichen Sektor in den USA betreuen, CSC Global Commercial mit rund 51.000 Mitarbeitern die internationale Geschäftstätigkeit bzw. Firmenkunden. Die Aufteilung wurde im Q4/2015 abgeschlossen. 2016 wurde der Sitz des Unternehmens nach Tysons Corner verlegt. Am 3. April 2017 fusionierte das Unternehmen mit HPE Enterprise Services zu DXC Technology.

## CSC in Europa
In Europa erwirtschaftete CSC im Geschäftsjahr 2005 einen Jahresumsatz von 4,3 Mrd. USD. Für das Geschäftsjahr 2008 wurde für den Geschäftsbereich Europa ein Jahresumsatz von 4.824,6 Mio. USD ausgewiesen.
In Deutschland gab es bis 2014 mit CSC Deutschland Services GmbH (Schwerpunkt Outsourcing), CSC Deutschland Solutions GmbH (Schwerpunkt Consulting und Systemintegration, vorherige Firmierung: CSC Ploenzke AG) und CSC Deutschland Akademie GmbH (Schwerpunkt Human Capital Consulting) mehrere einzelne Firmen. Diese wurden durch Verschmelzungen zur CSC Deutschland GmbH zusammengeführt. Die deutsche Zentrale befand sich in Wiesbaden.
Im Jahr 2000 gründete die damalige CSC Ploenzke AG gemeinsam mit der DePfa Bank (heutige Aareal Bank) das Joint-Venture Innovative Banking Solutions AG, welches ein System für Hypothekenbanken basierend auf SAP entwickelte.
CSC war bis Ende 2008 offizieller Sponsor des Profi-Radsportteams Teams CSC.

## Nähe zu Geheimdiensten
Laut US-Gerichtsakten half CSC zwischen 2003 und 2006 der Central Intelligence Agency bei der Organisation getarnter Gefangenenflüge zur Überstellung von Terrorverdächtigen (den sogenannten Black-Site-Transporten).
Nach Ergebnissen der Süddeutschen Zeitung vom November 2013 habe die CSC-Tochter aus deutschen Ministerien seit 2009 mehr als 100 Aufträge in Wert von insgesamt 25,5 Millionen Euro erhalten, unter anderem zum Staatstrojaner, zum Projekt De-Mail und zum nationalen Waffenregister. Das Unternehmen arbeitet unter anderem eng mit dem US-amerikanischen Nachrichtendienst NSA zusammen.
Anfang März 2015 gaben die deutschen Bundesländer Hamburg, Bremen, Schleswig-Holstein und Sachsen-Anhalt bekannt, den über drei Jahre laufenden Rahmenvertrag im Umfang von 15 Millionen Euro für Beratungs- und Managementleistungen in der elektronischen Verwaltung nicht erneut mit CSC zu schließen. Zuvor hatten die Länder No-Spy-Klauseln in ihre IT-Vergaberichtlinien aufgenommen. In einem Interview machte ein Unternehmenssprecher deutlich, dass CSC die Ausschreibung verloren habe, weil es nicht das wirtschaftlichste Angebot abgegeben habe. Darüber hinaus würden die deutschen CSC Gesellschaften strikt nach deutschem Recht handeln und Aufforderungen zur Weitergabe von Kundendaten nach dem USA PATRIOT Act keine Folge leisten.